# Watsonia stokoei
Watsonia stokoei är en irisväxtart som beskrevs av Harriet Margaret Louisa Bolus. Watsonia stokoei ingår i släktet Watsonia och familjen irisväxter. Inga underarter finns listade i Catalogue of Life.